# ポテ 36

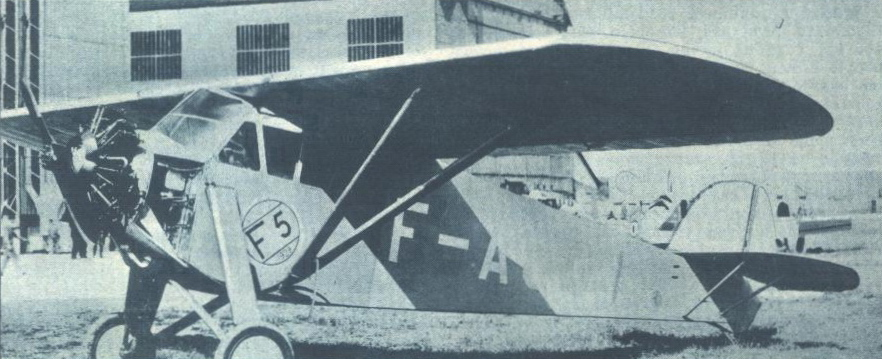
Potez 36

ポテ 36（Potez 36）はフランスの2座席のスポーツ機である。支柱付の高翼で固定脚の機体である。
1929年に初飛行し、300機あまりが製造された。閉鎖式のキャビンにパイロットと乗客は横に並んで搭乗する。特徴は主翼が折りたためることで、収納や自動車の牽引に便利であった。主翼に前縁スラットをもつものもあった。民間用に人気があり、フランス空軍が1930年代に連絡機として使用した。

## 派生型
- Potez 36/3 
  - 原型機、6機が製造された。スラットは未装着。
- Potez 36/5 
  - 95 hp の サルムソン 7Ac エンジン装備、5機製造。
- Potez 36/13 
  - 36/5の生産型、前縁スラット装着、96機生産
- Potez 36/14 
  - 95 hpのルノー 4Pb エンジン、前縁スラット、主脚ブレーキ装着 103機生産。
- Potez 36/15 
  - 100 hpのポテ 6Ab エンジン使用、18機生産。
- Potez 36/17 
  - 104 hpの Cirrus Hermes IIB エンジン使用、2機生産。
- Potez 36/19 
  - 100 hpの ルノー 4Pci エンジン使用、2機生産。
- Potez 36/21 
  - 100hp　の ポテ 6Ac エンジン、低圧タイヤ使用 、29機生産。

## 仕様　(Potez 36/3)
- 全長： 7.50 m
- 全幅： 10.45 m
- 全高： 2.45 m
- 空虚重量： 427 kg
- 総重量： 650 kg

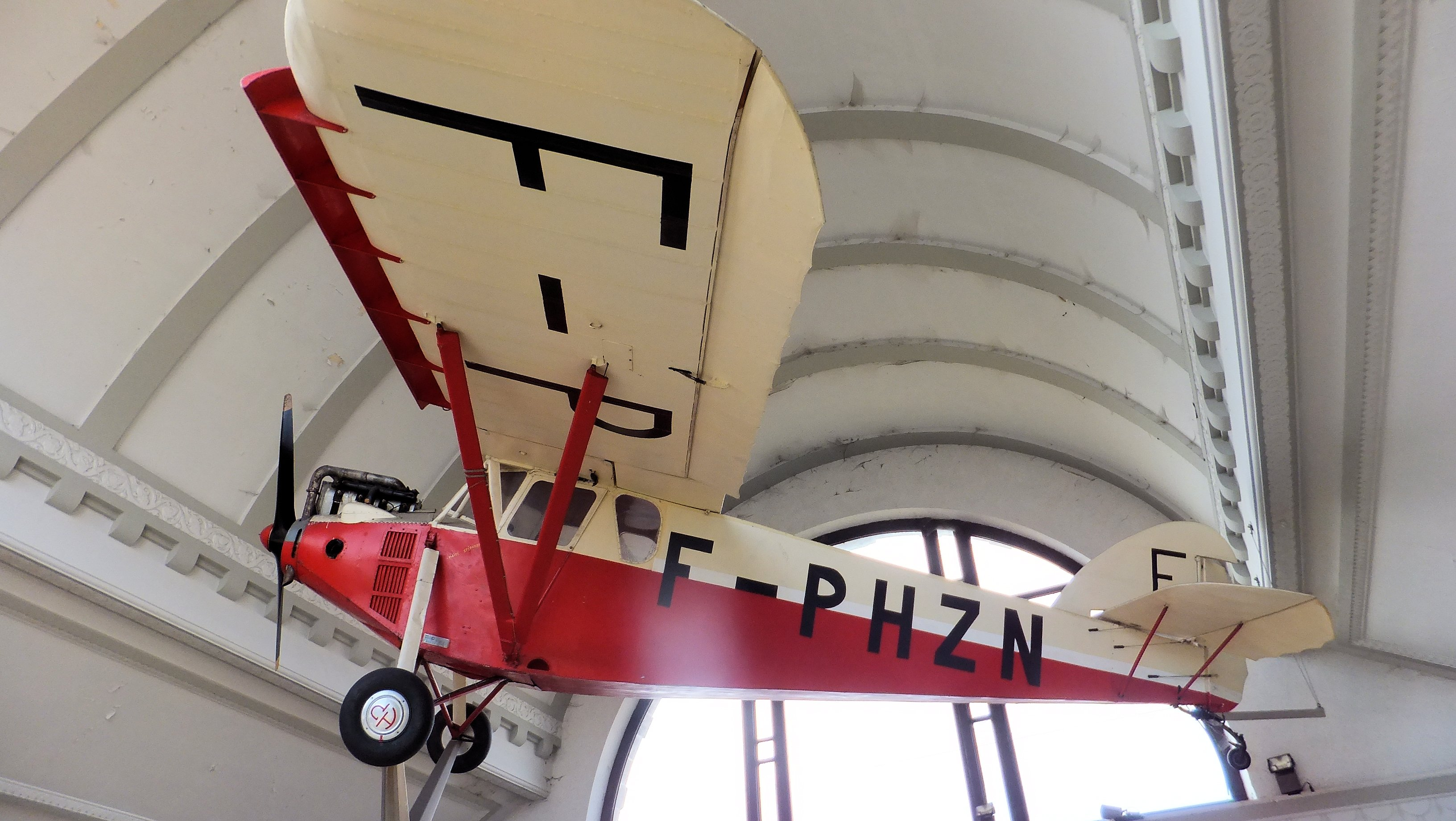
Potez 36

- エンジン： Salmson 5Ac 星型エンジン 、60 hp
- 最高速度：150 km/h
- 巡航高度：3,600 m
- 航続距離：500 km